# Russell Barkley
Russell A. Barkley, né le 27 décembre 1949, est un psychologue clinicien et écrivain américain. Depuis 2008, il est professeur clinique en psychiatrie au VCU Medical Center de l'université du Commonwealth de Virginie,. Il a rédigé plusieurs ouvrages sur le trouble du déficit de l'attention avec ou sans hyperactivité (TDAH),,,,.

## Carrière
Engagé dans la recherche depuis 1973 et psychologue depuis 1977, il a dévoué l'essentiel de sa carrière scientifique au TDAH et les problèmes reliés (telle la méfiance enfantine). Auteur de 23 livres et de plus de 280 articles scientifiques ou chapitres de livres,, ses travaux portent entre autres sur une étude longitudinale mené à Milwaukee (dans le Wisconsin aux États-Unis), sur le développement de sa théorie sur le TDAH en tant que désordre des fonctions exécutives et désordre de l'auto-régulation, et de multiples recherches sur le TDAH, tant chez les enfants que les adultes. 
Il est aussi éditorialiste de l'infolettre The ADHD Report destinée aux cliniciens et aux parents.
Ses travaux ont été cités plus de 91 000 fois et son indice h est de 133 selon Google Scholar. 
Il se targue d'avoir prononcé plus de 800 conférences dans plus de 30 pays.
Il affirme être une autorité dans la neuropsychologie des fonctions exécutives et de la maîtrise de soi. 
Il affirme être certifié dans trois spécialités cliniques : neuropsychologie clinique, psychologie clinique et psychologie clinique de l'enfant et de l'adolescent.